# Henry jones auclair
Henry jones auclair cherif de mexico né le 1 avril 1860 à mexico.  Mort le 5 juillet 1950 à l'âge de 90 ans  a tué 345 fugitif. Plus de 2345 millions de dollars.